# Kup Jugoslavije u odbojci za žene
Kup Jugoslavije u odbojci za žene se s prekidima održavao od 1959. do 1991. godine. 

## Pobjednici i finalisti
| sezona    | pobjednik               | finalist                |
| --------- | ----------------------- | ----------------------- |
| 1959.     | Partizan (Beograd)      | Maribor                 |
| 1960.     | Partizan (Beograd)      | Branik (Maribor)        |
| 1960./61. | Crvena zvezda (Beograd) | Partizan (Beograd)      |
| 1961.     | Crvena zvezda (Beograd) | Partizan (Beograd)      |
| 1962.     | Crvena zvezda (Beograd) |                         |
| 1963./64. | DTV Partizan (Klek)     | DTV Partizan (Breza)    |
| 1972.     | Crvena zvezda (Beograd) | Sindjelic               |
| 1973.     | Partizan (Rijeka)       | Crvena zvezda (Beograd) |
| 1974.     | Crvena zvezda (Beograd) | Radnički (Beograd)      |
| 1975.     | Rijeka                  | Radnički (Beograd)      |
| 1976./77. | Crvena zvezda (Beograd) | Radnički (Beograd)      |
| 1977./78. | Rijeka                  | Radnički (Beograd)      |
| 1978.     | Rijeka                  | Vukovar                 |
| 1979.     | Crvena zvezda (Beograd) | Radnički (Beograd)      |
| 1980.     | Radnički (Beograd)      | Crvena zvezda (Beograd) |
| 1981.     | Mladost Monter (Zagreb) | Vukovar                 |
| 1982.     | Crvena zvezda (Beograd) | Paloma Branik (Maribor) |
| 1983.     | Crvena zvezda (Beograd) | Paloma Branik (Maribor) |
| 1984.     | Mladost Monter (Zagreb) | Paloma Branik (Maribor) |
| 1985.     | Mladost Monter (Zagreb) | Paloma Branik (Maribor) |
| 1986.     | Mladost Monter (Zagreb) | Crvena zvezda (Beograd) |
| 1987.     | Radnički (Beograd)      | Paloma Branik (Maribor) |
| 1988.     | Mladost Monter (Zagreb) | Paloma Branik (Maribor) |
| 1989.     | Mladost Monter (Zagreb) | Paloma Branik (Maribor) |
| 1990.     | Mladost Monter (Zagreb) | Paloma Branik (Maribor) |
| 1991.     | Crvena zvezda (Beograd) | Hemija Modriča          |

## Poveznice i izvori
- Prvenstvo Jugoslavije u odbojci za žene
- Kup Jugoslavije u odbojci za muškarce
- Kup Hrvatske u odbojci za žene
- ossrb.org, pobjednici kupa FNRJ/SFRJ, SRJ/SiCG i Srbije  Arhivirana inačica izvorne stranice od 11. siječnja 2015. (Wayback Machine)
- ossrb.org, Kup Jugoslavije za žene 1974.-1979.  Arhivirana inačica izvorne stranice od 7. svibnja 2015. (Wayback Machine)
- ossrb.org, Kup Jugoslavije za žene 1980.-1984.  Arhivirana inačica izvorne stranice od 7. svibnja 2015. (Wayback Machine)
- ossrb.org, Kup Jugoslabije u odbojci 1985.-1989.  Arhivirana inačica izvorne stranice od 7. svibnja 2015. (Wayback Machine)
- ossrb.org, Kup Jugoslavije, SRJ/SiCG i Srbije za žene 1990.-2010.  Arhivirana inačica izvorne stranice od 7. svibnja 2015. (Wayback Machine)